# Guy Smet
Guy Smet (Beveren-Waas, 4 de febrer de 1972) és un ciclista belga, que ha passat la major part de la seva carrera en equips no professionals.

## Palmarès
- 2007
  - Vencedor d'una etapa al Tour de Faso
- 2008
  - 1r al Tour de Faso i vencedor de 2 etapes
- 2011
  - Vencedor d'una etapa al Tour de Ruanda
- 2012
  - Vencedor de 3 etapes al Tour de Madagascar
- 2013
  - 1r al Tour de Madagascar i vencedor d'una etapa